# 马戈梅德哈比布·卡季马戈梅多夫
马戈梅德哈比布·宰努德季诺维奇·卡季马戈梅多夫（俄语：Магомедхабиб Зайнудинович Кадимагомедов，1994年5月26日—）是一名俄罗斯和白俄罗斯自由式摔跤运动员。2020年欧洲冠军、东京奥运会银牌得主。阿瓦尔人。